# Головково (городской округ Клин)
Головково — деревня в Клинском районе Московской области, в составе Городского поселения Клин. Население — 55 чел. (2010). До 2006 года Головково входило в состав Спас-Заулковского сельского округа.

## Расположение
Деревня расположена в северной части района, примерно в 16 км к северо-западу от города Клин, на границе с Тверской областью, на левом берегу реки Дойбица (правый приток Волги), высота центра над уровнем моря 140 м. Ближайшие населённые пункты — Спас-Заулок в 0,5 км южнее и Завидово Тверской области в 1 км на северо-запад. Через деревню проходит автотрасса М10 «Россия», на противоположном берегу реки — железнодорожная платформа Путепроводная (на ветке Решетниково — Конаково ГРЭС).

## Население
| 2002 | 2006 | 2010 |
| ---- | ---- | ---- |
| 41   | ↗55  | →55  |